# فيل مارتن
فيل مارتن (2 أبريل 1928 في الولايات المتحدة - 24 يونيو 2008 في الولايات المتحدة) (بالإنجليزية: Phil Martin)‏ هو لاعب كرة سلة أمريكي في مركز هجوم خلفي. لعب مع أتلانتا هوكس.

## وصلات خارجية
- فيل مارتن على موقع إن بي أي (الإنجليزية)
- فيل مارتن على موقع سبورتس رفرنس (الإنجليزية)
- فيل مارتن على موقع كلية كرة السلة في سبورتس رفرنس.كوم (الإنجليزية)
- فيل مارتن على موقع ريلجم (الإنجليزية)